# 제6회 EBS 국제다큐영화제
제6회 EBS 국제다큐영화제는 2009년 9월 21일에 열린 시상식이다.

## 수상 및 후보

### 대상
- 환생을 찾아서 - 나티 바라츠 수상

### 다큐멘터리 정신상
- 나는 경제 저격수였다 - 스텔리오스 코울 수상

### 심사위원 특별상
- 가자 - 스데롯 전쟁 전의 기록 - 세르쥬 고르데 외4명 수상

### 시청자 관객상
- 환생을 찾아서 - 나티 바라츠 수상

### 심사위원 특별 언급
- 얼굴: 그웬델린 이야기 - 메리 로잔느 카츠케 수상
- 찢어라! 리믹스 선언 - 브렛 게일러 수상

### 페스티벌 초이스
- 타폴로고 - 가브리엘라 구띠에레쓰 디와 외1명
- 환생을 찾아서 - 나티 바라츠
- 찢어라! 리믹스 선언 - 브렛 게일러
- 여왕과 나 - 나히드 페르손
- 구글 베이비 - 지피 브랜드 프랭크
- 가자 - 스데롯 전쟁 전의 기록 - 세르쥬 고르데 외4명
- 콘스탄틴 & 엘레나 - 안드레이 다스칼레스쿠
- 소년 야구단 - 션 코샹
- 나는 경제 저격수였다 - 스텔리오스 코울
- 재앙 그 후 - 슈 총푸
- 아프간 스타 - 하바나 마킹
- 얼굴: 그웬델린 이야기 - 메리 로잔느 카츠케

### 해외수상작 특별전
- 바시르와 왈츠를 - 아리 폴만
- 안데스 산맥 조난기 - 곤잘로 아리온
- 원 맨 빌리지 - 시몬 엘 하브레
- 영국인 외과 의사 - 제프리 스미스
- 버마 VJ - 안데르스 외스터가르트
- 나의 앙투안 - 로라 바리

### 한국 독립 다큐전
- 앞산전 - 김지현
- 신의 아이들 - 이승준
- 우린 액션배우다 - 정병길

### 다큐, 예술을 열다
- 베를린 필과 춤을 - 토머스 그루베
- 장인의 피아노 - 벤 나일즈
- 기적의 오케스트라 - 엘 시스테마 - 파울 슈마츠니 외1명
- 개러스 합창단 - 롭 맥케이브
- 아름다운 비극 - 데이비드 킨셀라

### 거장의 눈 - 베르너 헤어조크
- 헤어조크, 구두를 먹다 - 레스 블랑크
- 나의 친애하는 적 - 클라우스 킨스키 - 베르너 헤어조크
- 그리즐리 맨 - 베르너 헤어조크
- 세상 끝과의 조우 - 베르너 헤어조크
- 아귀레 신의 분노 - 베르너 헤어조크

### 카터, 알리 그리고 도르프만
- 죽은 자와의 약속 - 아리엘 도르프만의 망명 일기 - 피터 레이몬트
- 땅콩 장수 지미 카터 - 조나단 드미
- 무하마드 알리 되기 - 앨런 톰린슨

### 아름다운 단편
- 이름 없는 삶 - 신 대위
- 파키스탄 재단사 - 오스카 페레즈
- 소리 없는 눈 / 침묵의 눈 - 얀 반 덴 베르그
- 살림 바바의 시네마 천국 - 팀 스턴버그
- 리터니 - 마붑 알엄
- 톰의 특별한 입맛 - 아넬로크 솔라르트
- 피터와 벤 - 피니 그릴스
- 함디와 마리아 - 티모르 브리트바
- 프리헬드 - 신시아 웨이드
- 이방인들 - 아얄라 샤롯
- 하늘과 땅 사이 - 시몬 레렝 빌몽

### 다시 보는 EIDF
- 지난 겨울, 갑자기 - 구스타브 호퍼 외1명
- 붉은 경쟁 - 간 차오
- 우리가 알았더라면 - 페트라 라타스터-찌쉬 외1명
- 히어 앤 나우 - 아이린 테일러 브로드스키
- 예술가와 수단 쌍둥이 - 피에트라 브렛켈리